# Asmus Jacob Carstens

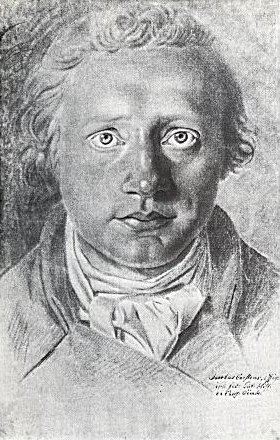
Asmus Jacob Carstens.

Asmus Jacob Carstens (Schleswig, 10 de mayo de 1754 - Roma, 25 de mayo de 1798) fue un pintor germano-danés nacido en Schleswig, y en 1776 marchó a Copenhague a estudiar. En 1783 se fue a Italia, donde quedó muy impresionado por la obra de Giulio Romano. Luego se estableció en Lübeck como retratista, pero le ayudaron a visitar Roma de nuevo en 1792, y gradualmente produjo algunas de sus mejores pinturas históricas, como El banquete de Platón y La batalla de Rossbach, que le hicieron famoso. Fue nombrado profesor en Berlín, y en 1795 se celebró una gran exposición de sus obras en Roma, donde murió en 1798. Carstens figura entre los fundadores de la escuela tardía de la pintura de historia alemana.